# Клочковский спуск
Клочковский спуск (укр. Клочківський узві́з) — улица в центре Харькова в Шевченковском районе города. Соединяет площадь Свободы и Клочковскую улицу. С одной стороны от спуска находятся здание ХНУ им. В. Н. Каразина и зоопарк, а с другой — Госпром и Загоспромье.

## История

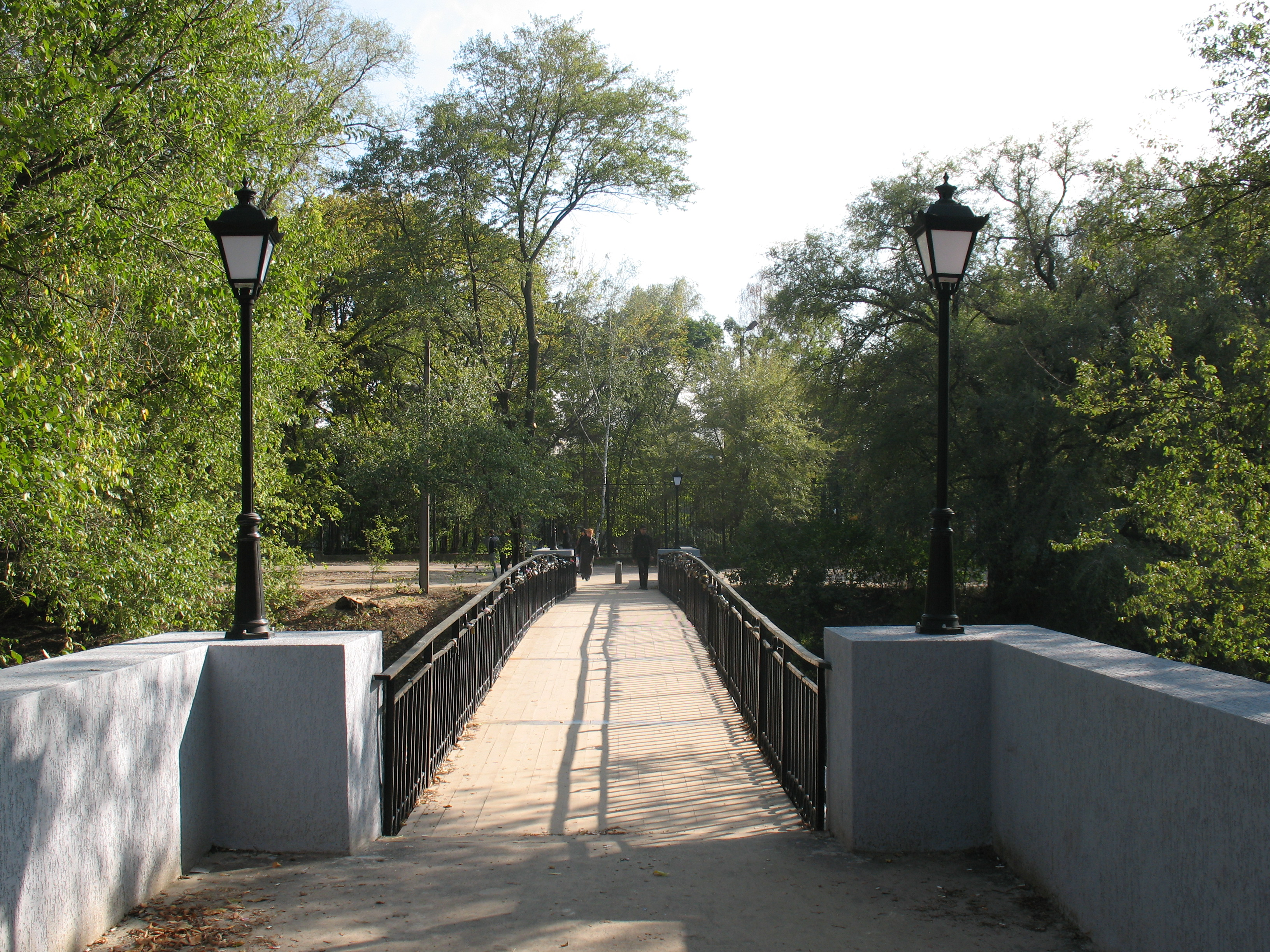
Зоологический мост в 2010 году

Спуск был проложен в 1920-х годах на месте естественного оврага, идущего от современной площади Свободы. Овраг расширили, выровняли дно и откосы спуска. Работы выполнялись вручную. Сперва для перехода с одной стороны спуска на другую на склонах были построены лестницы. В 40-50-х годах над спуском в районе его пересечения с проспектом Правды построили пешеходный мост, который сохранился до наших дней. Первое название — Клочковский въезд. 20 сентября 1936 года был переименован в спуск Войткевича. Предположительно в 1937 году был вновь переименован в спуск Пассионарии в честь активной участницы Гражданской войны в Испании 1936—1939 годов Долорес Ибаррури по прозвищу «Пассионария». В ноябре 2015 года в рамках выполнения закона о декоммунизации городской совет вернул улице историческое название.

## Транспорт
Улица изначально выполняла важную транспортную функцию. 14 сентября 1928 года была открыта трамвайная ветка от Клочковской до Госпрома. Вскоре она была продлена дальше.
В настоящее время по спуску проходит трамвай № 12 и автобусы № 97э, 245э, 270э, 278э и 303э.
На площади Свободы расположены станции метро «Университет» и «Госпром»